# Live at Hull
Live at Hull je živé album anglické rockové kapely The Who. Jedná se o nahrávku koncertu v Hull City Hall v Kingston upon Hull 15. února 1970.

## Seznam skladeb
Autorem všech skladeb je Pete Townshend, pokud není uvedeno jinak.
| Disk 1 | Disk 1                                            | Disk 1 |
| Pořadí | Název                                             | Délka  |
| ------ | ------------------------------------------------- | ------ |
| 1.     | Heaven and Hell (John Entwistle)                  | 5:09   |
| 2.     | I Can’t Explain                                   | 2:26   |
| 3.     | Fortune Teller (Naomi Neville)                    | 3:22   |
| 4.     | Tattoo                                            | 3:00   |
| 5.     | Young Man Blues (Mose Allison)                    | 5:56   |
| 6.     | Substitute                                        | 3:04   |
| 7.     | Happy Jack                                        | 2:13   |
| 8.     | I’m a Boy                                         | 2:45   |
| 9.     | A Quick One, While He’s Away                      | 8:51   |
| 10.    | Summertime Blues (Jerry Capehart a Eddie Cochran) | 3:34   |
| 11.    | Shakin’ All Over (Johnny Kidd)                    | 4:34   |
| 12.    | My Generation                                     | 15:24  |

| Disk 2: Tommy | Disk 2: Tommy                                   | Disk 2: Tommy |
| Pořadí        | Název                                           | Délka         |
| ------------- | ----------------------------------------------- | ------------- |
| 1.            | Overture                                        | 6:53          |
| 2.            | It’s a Boy                                      | 0:31          |
| 3.            | 1921                                            | 2:26          |
| 4.            | Amazing Journey                                 | 3:18          |
| 5.            | Sparks                                          | 4:23          |
| 6.            | Eyesight to the Blind (Sonny Boy Williamson II) | 1:58          |
| 7.            | Christmas                                       | 3:19          |
| 8.            | The Acid Queen                                  | 3:35          |
| 9.            | Pinball Wizard                                  | 2:25          |
| 10.           | Do You Think It’s Alright?                      | 0:22          |
| 11.           | Fiddle About (Entwistle)                        | 1:13          |
| 12.           | Tommy, Can You Hear Me?                         | 0:55          |
| 13.           | There’s a Doctor                                | 0:23          |
| 14.           | Go to the Mirror!                               | 3:24          |
| 15.           | Smash The Mirror                                | 1:19          |
| 16.           | Miracle Cure                                    | 0:13          |
| 17.           | Sally Simpson                                   | 4:01          |
| 18.           | I’m Free                                        | 2:39          |
| 19.           | Tommy’s Holiday Camp (Keith Moon)               | 1:00          |
| 20.           | We’re Not Gonna Take It                         | 8:48          |

## Obsazení
- Roger Daltrey – hlavní vokály, doprovodné vokály, harmonika, tamburína
- John Entwistle – baskytara, zpěv
- Keith Moon – bicí a perkuse, zpěv
- Pete Townshend – kytara, zpěv